# رافيولي محمص
الرافيولي المحمص المخبوز والمقلي العميق، هو من المقبلات الشعبية التي وشاعت في سانت لويس بولاية ميسوري. يمكن العثور علي الرافيولي المحمص على قوائم العديد من مطاعم سانت لويس بما فيها منطقة «ذا هيل»، وهو الحي الإيطالي في المدينة.

## الأصل
يعتقد أن الرافيولي المحمص ذو أصول صقلية، حيث الرافيولي المقلية والتي تحشى بالحلويات هي طبق عيد الميلاد التقليدية.
ما زال المصدر الحقيقي لهذا الطبق مجهولا مع أن العديد ادعى نسبه. وفي الوقت نفسه يدعي العديد من كبار الطهاة في ذا هيل بأن الشيف تيري هيل هو مخترع الطبق في مطعم أولداني في عام 1933. كما أنه هناك من يرجع الطبق إلى مطعم تشارلي جيتو (المعروف آنذاك باسم «لانجيلو»). ووفقا لتلك الرواية فان أحد طهات المطعم أسقط الرافيولي في الزيت بدلا من الماء في العام 1947.
وكان رئيس الطهاة الذين اسقط الرافيولي هي جينا أولداني، أخت انجيلو أولداني، صاحب مطاعم أولداني وانجيلو. وكان تشارلي جيتو الساقي في أنجيلو في ذلك الوقت. وقد اشترى المطعم بعد وفاة صاحبه.

## أصنافه وطريقة تقديمه
عموما، يلف نوع من اللحم أو الجبن حول مربعات الرافيولي، ثم يغمس بدقيق الخبز ويقلى حتى تصبح المعكرونة مقرمشة قليلا، وجافة وذات لون بني ذهبي، وهذا هو السبب وراء اسم المحمص. ويقدم محمص والرافيولي تقليديا مع صلصة مارينارا للغمس  كما ترش وجبنة بارميزان على القمة. ويمكن تخزين الرافيولي المحمص وتجميدها مما يسهل على الطهاة تجهيزها عند الحاجة.
وهناك العديد من الاختلافات في تحضير محمص الرافيولي في مختلف أنحاء الولايات المتحدة، ولئن تشتهر في أغلب الأحيان في منطقة سانت لويس والمناطق المحيطة بها في جميع أنحاء الغرب الأوسط، إلا أنها متاحة في أجزاء أخرى من البلاد أيضا. عادة ما تحتوي الرافيولي المحضرة في سانت لويس والغرب الأوسط على لحوم البقر أو العجل.

## الروابط الخارجية
- وصفة لتشارلي جيتو للرافيولي المحمص كما بدت على شبكة الطعام FoodNetwork
- تاريخ ذا هيل، المشهورة بالرافيولي المحمص نسخة محفوظة 15 فبراير 2014 على موقع واي باك مشين.
- قصة الرافيولي المحمص